# Heroica Ciudad de Ejutla de Crespo
Heroica Ciudad de Ejutla de Crespo är en kommun i Mexiko.   Den ligger i delstaten Oaxaca, i den sydöstra delen av landet, 400 km sydost om huvudstaden Mexico City. Antalet invånare är 19 679. Arean är 282 kvadratkilometer.
Terrängen i Heroica Ciudad de Ejutla de Crespo är varierad.
Följande samhällen finns i Heroica Ciudad de Ejutla de Crespo:
- Ejutla de Crespo
- El Vergel
- El Cerro de las Huertas
- Hacienda Vieja
- Monte del Toro
- Nuevo Venustiano Carranza
- San Matías Chilazoa
- Yegoseve
- La Ermita
- El Saúz
- La Pitiona
- San Juan Logolava
- La Cieneguilla